# 路易斯·拉塞尔·贝尔
路易斯·羅素·貝爾（英語：Louis Russell Bell，1982年5月27日—），是一名美國音樂製作人、詞曲作家、聲樂製作人及混音工程師。路易斯曾經與泰勒絲、卡蜜拉·卡貝羅、席琳娜·戈梅茲、波斯特·马龙、蘿兒及DJ蛇王等歌手合作。